# Walter M601

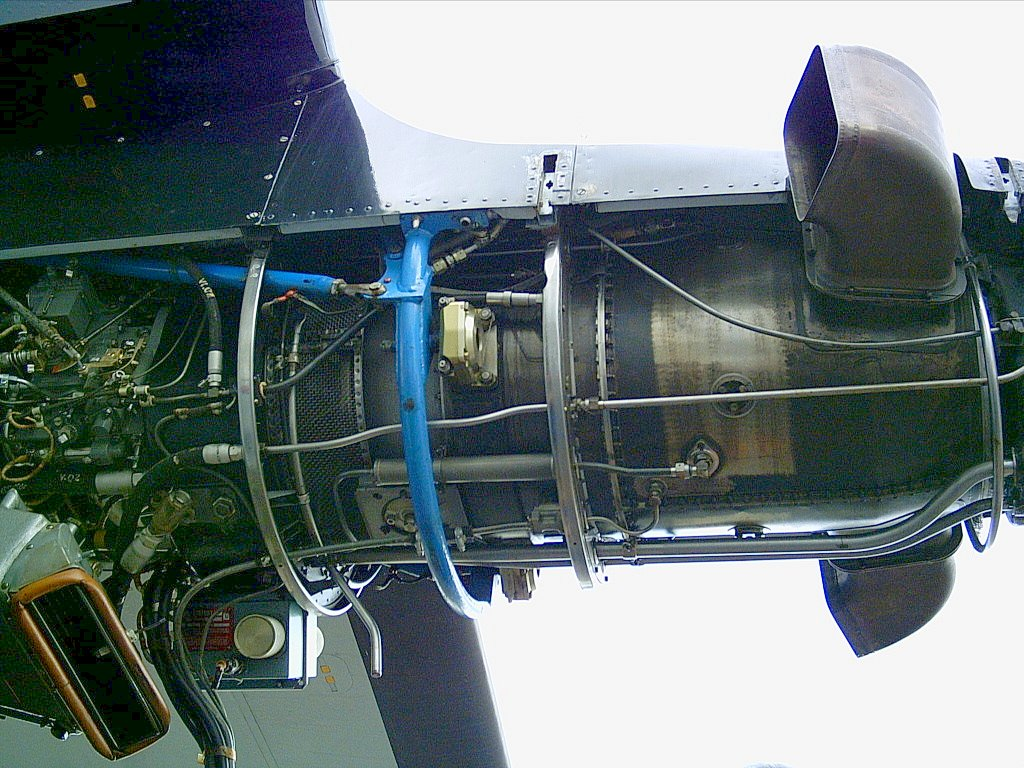
Un M601 montado en un L-410 UVP en el museo Kbely, Praga.

El Walter M601 es un motor turbohélice de avión producido por Walter Aircraft Engines de la República Checa. El primer turbohélice de la compañía, el M601 es utilizado en aviones de negocios, agrícolas y de entrenamiento militar.

## Desarrollo
El motor fue diseñado para su uso en el Let L-410 y el M601 fue arrancado por primera vez en 1967. No era apto para el prototipo del L-410 y la compañía desarrolló una versión mejorada, la M601A, con un leve incremento del diámetro.

## Variantes
M601A
Variante de producción inicial para la primera versión del Let L410.
M601B
Variante para el Let L410UVP.
M601D
Desarrollado para el Let L410UVP.
M601D-1
Variante agrícola para operaciones de altos ciclos, utilizado en el PZL Kruk y el Ayres Thrush.
M601D-2
Variante ejecutiva especial utilizada en el Do 28 y algunas conversiones de Finist.
M601D-11
Variante agrícola y ejecutiva con un incremento del tiempo entre revisiones de hasta 1.800 horas.
M601D-11NZ
Variante descatalogada para el uso del FU-24 Fletcher.
M601E
Desarrollado para el Let L410UVP-E.
M601E-11
Motor de uso general con subvariantes de diferentes TBO.
M601E-11A
Variante del 11 para su uso a altas cotas y modificado con un compresor de aire de baja presión para la presurización del avión.
M601E-21
Variante para el L410-UVP-E utilizado para operaciones en zonas cálidas y elevadas.
M601F
Variante para su uso en el L420-UVP.
M601FS
M601F-11
M601F-22
M601F-32
M601FS;
M601T
Variante acrobática para su uso en el PZL Orlik.
M601H-80
M601Z
Variante agrícola para su uso en el Z-37T.

## Aplicaciones
- Aerocomp Comp Air 10 XL
- Aerocomp Comp Air 7
- Ayres Thrush
- Dornier Do 28
- Lancair Propjet
- Let Z-37T
- Let L-410 Turbolet
- Let L-420
- Myasishchev/SOKOL M-101T
- PAC FU-24 Fletcher
- PZL-106 Kruk
- PZL-130 Orlik

## Especificaciones (M601D-1)
- tipo = Turbohélice
- longitud = 1.675 mm
- diámetro = 590 mm
- peso = 197 kg
- compresor = compresor axial de dos etapas y un compresor centrífugo de una etapa
- cámara de combustión = anular
- turbina = una etapa de alta presión y una etapa libre
- potencia = 544 kW (740 c.v.)
- potencia/peso = 3,76:1 (kW:kg)